# العلاقات السويدية الغانية
العلاقات السويدية الغانية هي العلاقات الثنائية التي تجمع بين السويد وغانا.

## مقارنة بين البلدين
هذه مقارنة عامة ومرجعية للدولتين:
| وجه المقارنة                                              | السويد                                                                               | غانا         |
| --------------------------------------------------------- | ------------------------------------------------------------------------------------ | ------------ |
| المساحة (كم2)                                             | 450.30 ألف                                                                           | 238.53 ألف   |
| عدد السكان (نسمة)                                         | 10.16 مليون                                                                          | 26.91 مليون  |
| الكثافة السكانية (ن./كم²)                                 | 22.56                                                                                | 112.82       |
| العاصمة                                                   | ستوكهولم                                                                             | أكرا         |
| اللغة الرسمية                                             | اللغة السويدية، لغات السامي، اللغة الفنلندية، منكيلي، اللغة الرومنية، اللغة اليديشية | لغة إنجليزية |
| العملة                                                    | كرونة سويدية                                                                         | سيدي غاني    |
| الناتج المحلي الإجمالي (بليون دولار)                      | 538.04 مليار                                                                         | 47.33 مليار  |
| الناتج المحلي الإجمالي (تعادل القوة الشرائية) بليون دولار | 469.01 مليار                                                                         | 115.41 مليار |
| الناتج المحلي الإجمالي الاسمي للفرد دولار أمريكي          | 50.58 ألف                                                                            | 1.37 ألف     |
| الناتج المحلي الإجمالي للفرد دولار أمريكي                 | 45.30 ألف                                                                            | 4.08 ألف     |
| مؤشر التنمية البشرية                                      | 0.907                                                                                | 0.579        |
| رمز المكالمات الدولي                                      | +46                                                                                  | +233         |
| رمز الإنترنت                                              | .se                                                                                  | .gh          |
| المنطقة الزمنية                                           | توقيت وسط أوروبا، ت ع م+01:00، ت ع م+02:00، أوروبا/ستوكهولم ‏                         | 00           |

## منظمات دولية مشتركة
يشترك البلدان في عضوية مجموعة من المنظمات الدولية، منها:
| علم المنظمة | اسم المنظمة                               | تاريخ انضمام السويد | تاريخ انضمام غانا |
| ----------- | ----------------------------------------- | ------------------- | ----------------- |
|             | مؤسسة التنمية الدولية                     | 24 سبتمبر 1960      | 29 ديسمبر 1960    |
|             | يونسكو                                    | 23 يناير 1950       | 11 أبريل 1958     |
|             | وكالة ضمان الاستثمار متعدد الأطراف        | 12 أبريل 1988       | 29 أبريل 1988     |
|             | الأمم المتحدة                             | 19 نوفمبر 1946      | 8 مارس 1957       |
|             | الفريق المعني برصد الأرض                  | ?                   | ?                 |
|             | الاتحاد البريدي العالمي                   | ?                   | ?                 |
|             | البنك الدولي للإنشاء والتعمير             | 31 أغسطس 1951       | 20 سبتمبر 1957    |
|             | الاتحاد الدولي للاتصالات                  | 1866                | 17 مايو 1957      |
|             | منظمة حظر الأسلحة الكيميائية              | ?                   | ?                 |
|             | مؤسسة التمويل الدولية                     | 20 يوليو 1956       | 3 أبريل 1958      |
|             | المركز الدولي لتسوية المنازعات الاستشارية | 28 يناير 1967       | 14 أكتوبر 1966    |
|             | منظمة التجارة العالمية                    | 1995                | ?                 |
|             | منظمة الشرطة الجنائية الدولية             | ?                   | ?                 |
|             | البنك الإفريقي للتنمية                    | ?                   | ?                 |

## أعلام
هذه قائمة لبعض الشخصيات التي تربطها علاقات بالبلدين:
- بابا دي (موسيقي سويدي، 13 يوليو 1966 – )
- باتريك أمواه (لاعب كرة قدم سويدي، 18 أغسطس 1986[19] – )
- جايمس فريمبونغ (لاعب كرة قدم سويدي، 11 يناير 1989 – )
- جوزيف بافو (لاعب كرة قدم سويدي، 7 نوفمبر 1992 – )
- جيفري أوبين (لاعب كرة قدم سويدي، 12 مايو 1977 – )
- جيويل اسورو (لاعب كرة قدم سويدي، 27 أبريل 1999[20] – )
- روبن كوايسون (لاعب كرة قدم سويدي، 9 أكتوبر 1993[21] – )

## وصلات خارجية
- موقع وزارة الخارجية السويدية
- موقع وزارة الخارجية الغانية